# Alipin

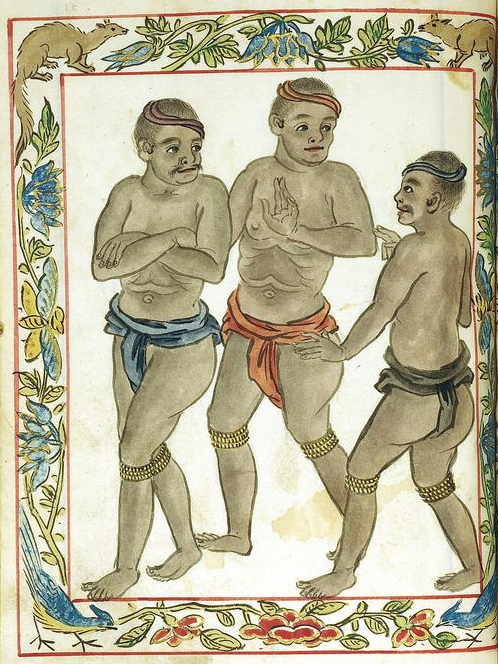
Alipin, dargestellt im Boxer-Kodex, um 1595

Alipin wurden Mitglieder der vorkolonialen feudalen Tagalog-Gesellschaft auf der Insel Luzon, Philippinen, genannt. Sie stellten die gesellschaftliche Basis der Gesellschaft dar und teilten sich nochmals in zwei unterschiedliche Stände auf. Die Spanier übersetzten das Wort Alipin mit Sklave, was jedoch den Status der Alipin nur unzureichend beschreibt. Sie waren vielmehr Schuldner oder Leibeigene, die Frondienste für einen aristokratischen Maginoo, Timawa oder Maharlika leisten mussten. Ein Alipin konnte seinen eigenen Geschäften nachgehen, so dass er sich nach der Ableistung seiner Schuld von seinem Herrn die Freiheit erkaufen konnte. Das Gesellschaftsmodell der Tagalog-Gesellschaft war im Gegensatz zu vergleichbaren europäischen Gesellschaften durchlässiger, so dass den Alipin die Möglichkeit zum Aufstieg bis in die Klasse der Timawas offenstand.

## Aliping namamahay
Die Aliping namamahay waren der oberste Stand innerhalb der Alipin-Klasse. Sie mussten auf einem ihnen zugewiesenen Stück Land für ihren Maginoo-Herrn Tribute ableisten und zusätzlich auf den anderen Grundbesitz des Adels arbeiten. Sie besaßen aber ihr eigenes Haus und ein Grundstück. Im europäischen Sinne war ein Aliping namamahay ein Leibeigener. 

## Alipin sa gigilid
Die Alipin sa gigilid bildete den zweiten Stand innerhalb der Alipin-Klasse. Im Unterschied zu den namamahay waren sie vollkommen abhängig von ihrem Herrn. Ihnen wurde sowohl die Nahrung, Unterbringung und der Schutz von ihrem Herrn zugeteilt. Auch konnte ein sa gigilid mitsamt seiner Schulden von einem Herrn an einen anderen Herrn weitergegeben werden. Das Wort sa gigilid bedeutete in vorkolonialer Zeit ein Areal, wo sich die Toilette befand und symbolisierte den niedrigen Stand der sa gigilid. Es kam auch vor das ein sa gigilid einem Aliping namamahay zugehörig war, diese wurden dann bulisik genannt und stellten die unterste Schicht im Gesellschaftsgefüge dar.
Noch tiefer als die bulisik standen nur noch die Kriegsgefangenen, da sie außerhalb der Stammesgesellschaft standen. Die Kriegsgefangenen hatten jedoch die Möglichkeit als Alipin sa gigilid oder namamahay in die Stammesgesellschaft aufgenommen und integriert zu werden.
Seit Anfang des 17. Jahrhunderts verschwanden die Alipin-Stände aus der Tagalog-Gesellschaft, da im Zuge der Kolonialisierung der Philippinen durch Spanien, die Gesellschaft abgeflacht wurde zu einer reinen abhängigen Bauerngesellschaft, die nur noch Tribute an die spanischen Mönchsorden und den Kolonialbeamten zu leisten hatten.
In der Visayas-Region existierte ebenfalls eine Klasse, die mit den Alipin vergleichbar waren, diese wurden oripun genannt.